# Kaiser-Leuchten

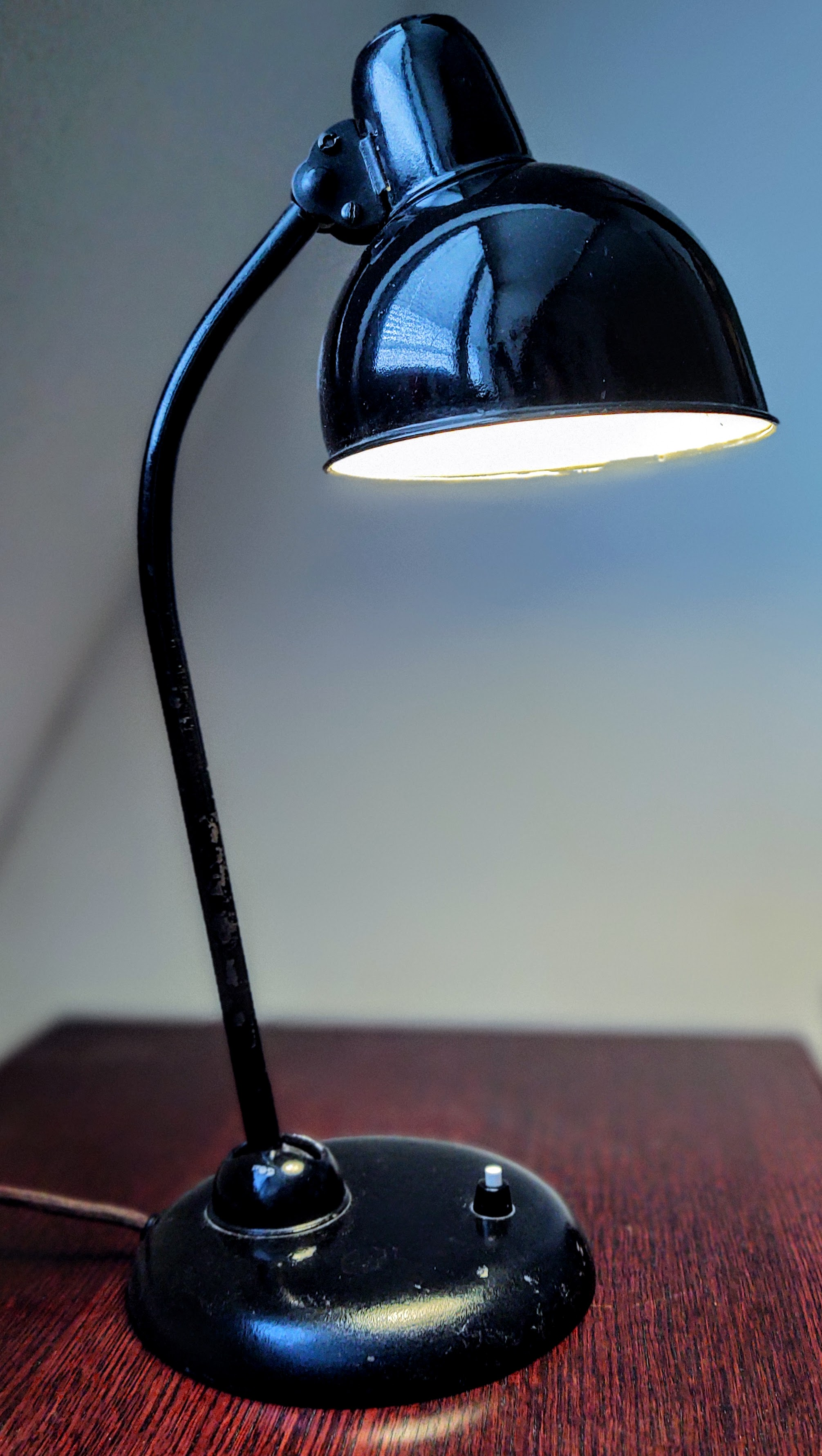
Bauhaus Tischleuchte KAISER idell Mod. 6551, Christian Dell, 1930er Jahre

Kaiser (idell) Leuchten (Gebr. Kaiser & Co. Leuchten KG) war ein bedeutender Leuchtenhersteller in Neheim.

## Geschichte

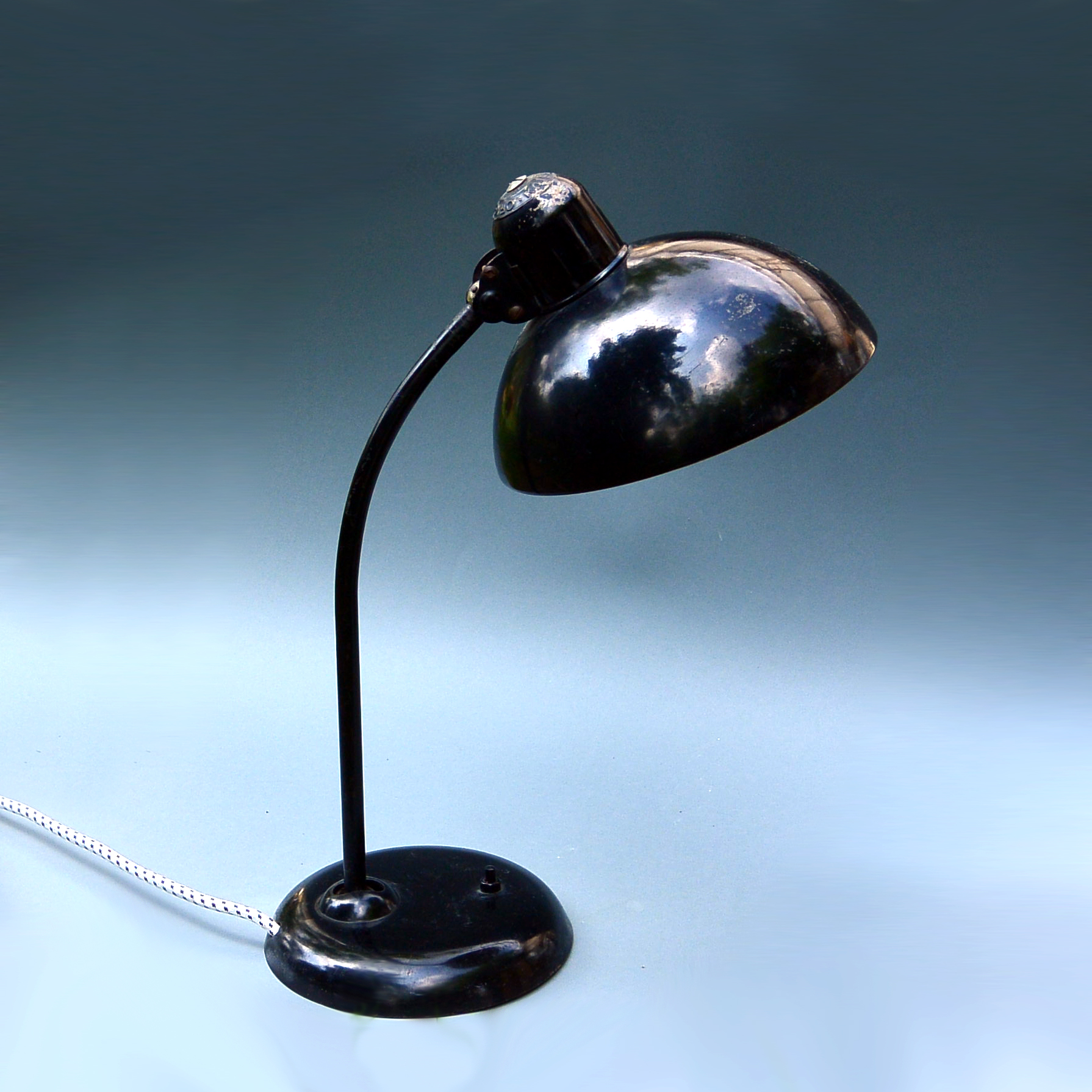
Eine „idell“-Leuchte produziert von Kaiser, Modell 6556, ca. 1931

Gegründet wurde das Unternehmen von Hermann Kaiser (* 1863), der als Arbeiter von Heddinghausen nach Neheim kam. Mit einem Bruder und einem Teilhaber machte er sich 1895 selbstständig. Zu Beginn konzentrierte sich die Firma auf die Herstellung von vernickelten und verkupferten Bauteilen für die bereits bestehenden Leuchtenfabriken. Den ökonomischen Durchbruch brachte die Entwicklung einer sehr billigen Petroleumlampe aus Weißblech. Daraufhin wurde die Produktionspalette auf Petroleumkocher, -heizöfen und Grubenlampen erweitert. Das Unternehmen exportierte bereits vor dem Ersten Weltkrieg bis nach China und Japan.
Seit 1908 wurde dem Betrieb eine Elektrogroßhandlung angegliedert. Damit begann die Abkehr von der Petroleumlampenherstellung hin zur Elektroindustrie, der Übergang zur Herstellung von elektrischen Leuchten erfolgte schrittweise. Zunächst wurden für andere Unternehmen Leuchtenteile hergestellt. Während des Ersten Weltkriegs wurde die Produktion auf Kriegsmaterial wie Sturmlaternen umgestellt.
Nach dem 1. Weltkrieg wurde die Herstellung von elektrischen Beleuchtungskörpern ausgebaut, um schließlich ganz zu diesem Geschäftszweig überzugehen. In der Zeit zwischen den beiden Weltkriegen entwickelte sich das Unternehmen zu einem der größten Leuchtenhersteller von Neheim. Dazu beigetragen haben auch die funktionalen Schreibtischleuchten des Designers Christian Dell, die unter dem Namen Kaiser idell von den 1930er bis in die 1980er Jahre produziert wurden. In dieser Zeit wurden auch zahlreiche Behörden mit Leuchten ausgestattet, sie erhielten überwiegend das Basismodell der Schreibtischleuchte Kaiser idell 6551. Das am weitesten verbreitete Designklassiker-Modell der Bauhaus-Leuchten, heute in vielen deutschen Filmen zu sehen, die von den 1930er bis in die 1960er Jahre spielen, ist neben dem kleineren Modell 6551 die KAISER idell 6556 „für jedermann“ von Christian Dell.
Daneben wurden Wohnraumleuchten aller Art hergestellt. Bereits 1934 lag die Arbeiterzahl bei 350. Diese Zahl erhöhte sich bis etwa zu Beginn des Zweiten Weltkrieges auf 600 bis 700 Beschäftigte. Das Unternehmen verfügte dabei über einen eigenen Bahnanschluss.
Während des Zweiten Weltkrieges, unter anderem durch die Möhnekatastrophe 1943, wurden die Fabrikationsanlagen völlig zerstört. Zwangsarbeiterinnen der Firma, die im Zwangsarbeiterlager Möhnewiesen untergebracht waren, starben. Nach dem Krieg setzte eine starke Unternehmensexpansion ein. Es wurden zeitweise zwischen 750 und 1000 Menschen beschäftigt.
Gegen Ende der 1970er Jahre wurde das Unternehmen von Thorn Lighting Group erworben. Dieses ging 1993 in den Besitz einer internationalen Investmentgesellschaft über, und die Reste der Produktion wurden 2000 nach Dortmund verlegt.
Die Marke Kaiser Idell gehört derzeit zum dänischen Möbelhersteller Fritz Hansen A/S.

### Modelle

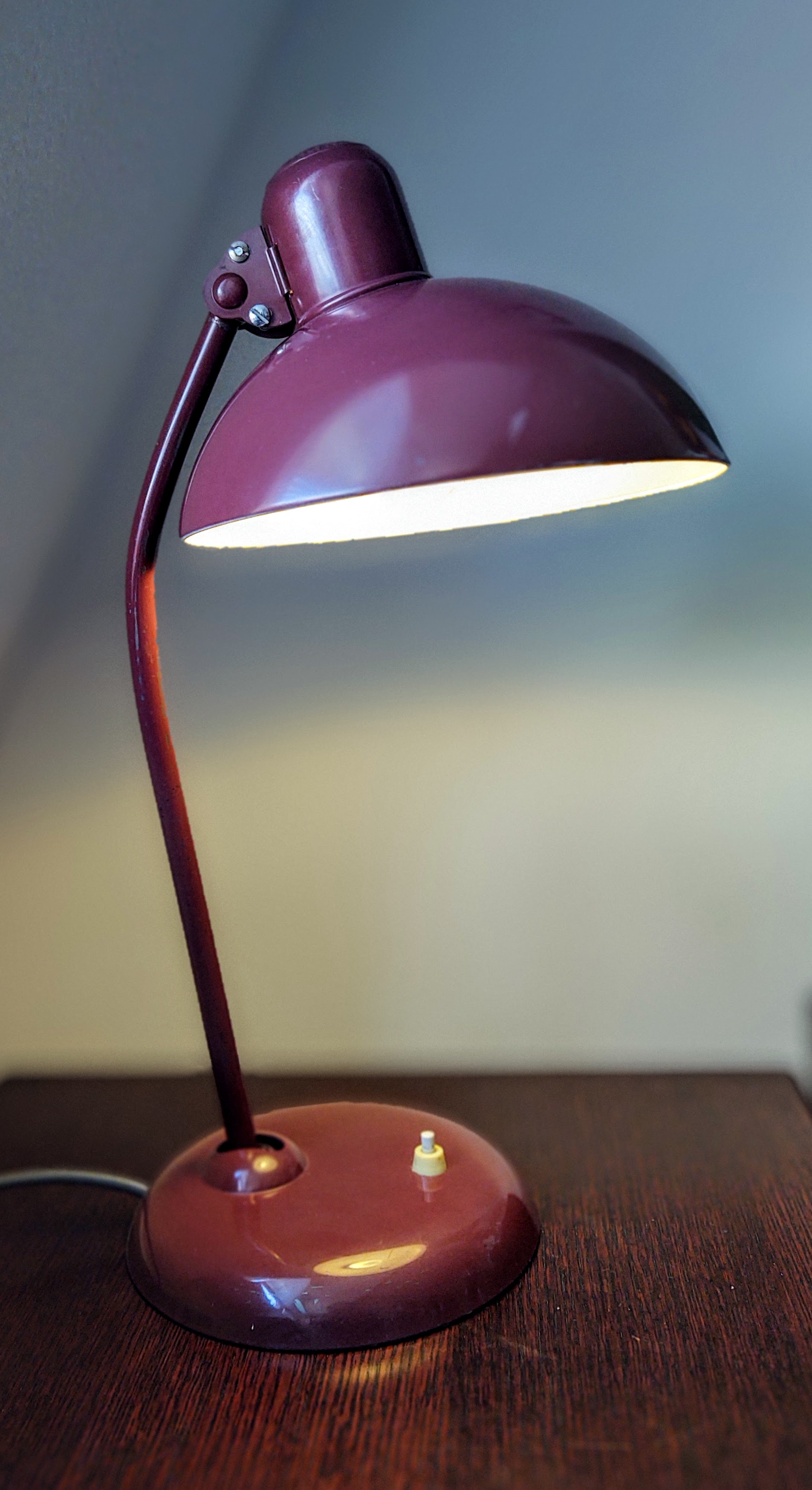
Tischleuchte Mod. 6556, Farbe Burgund, 1930er Jahre
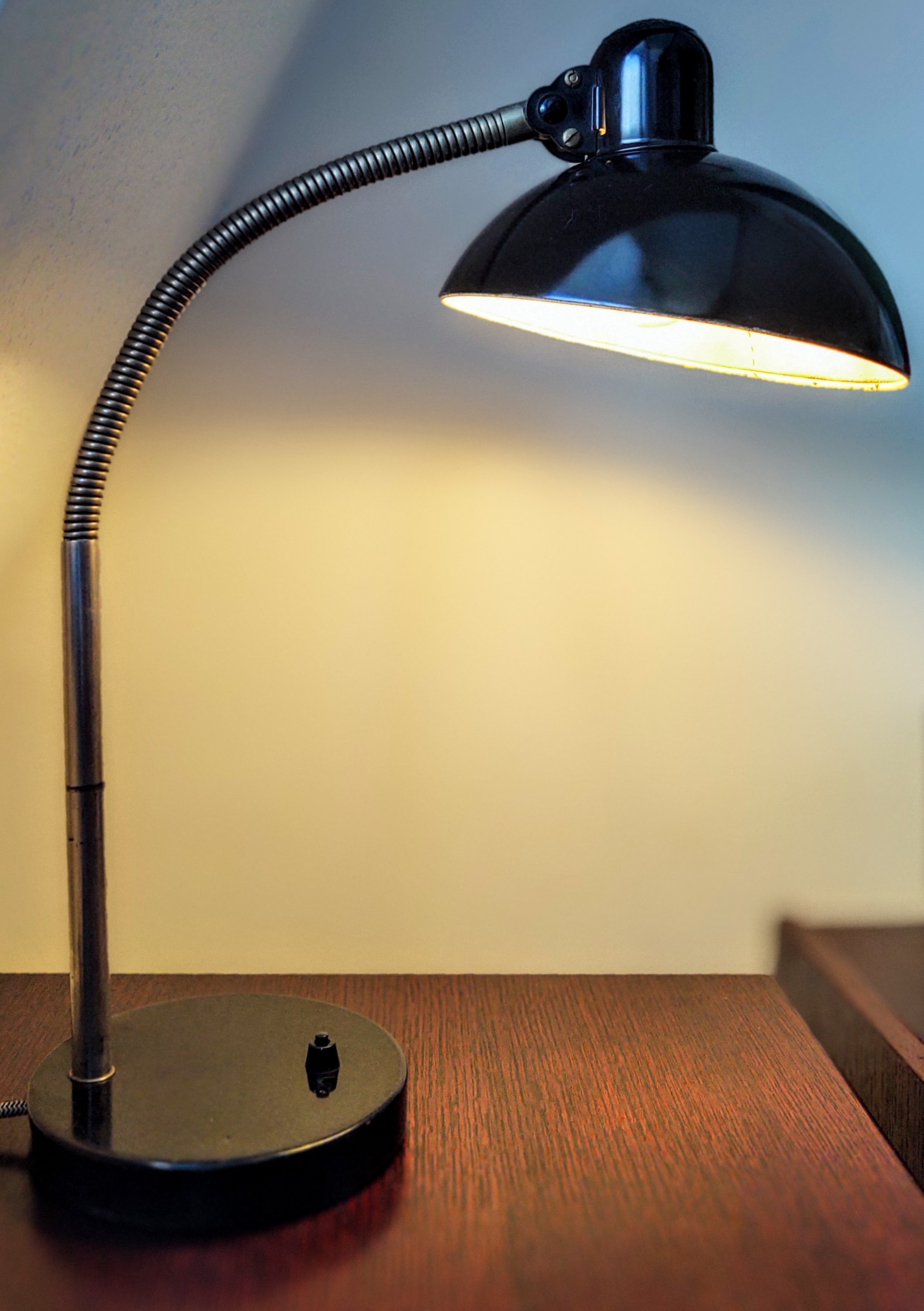
Tischleuchte Mod. 6561, Schwanenhals, Farbe Schwarz, 1930er Jahre

### Produktion und Verwaltung 1972

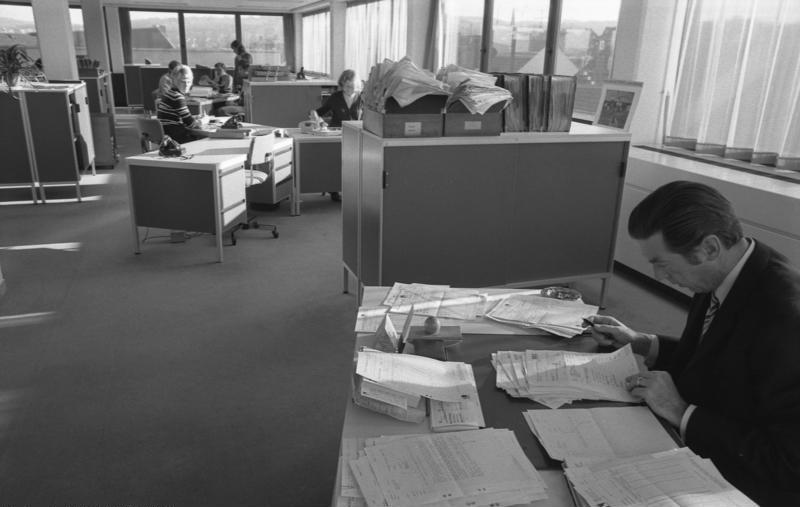
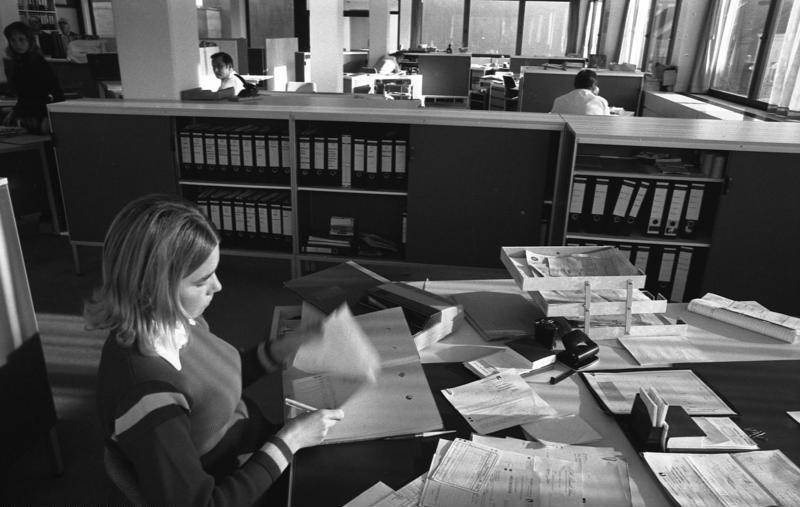
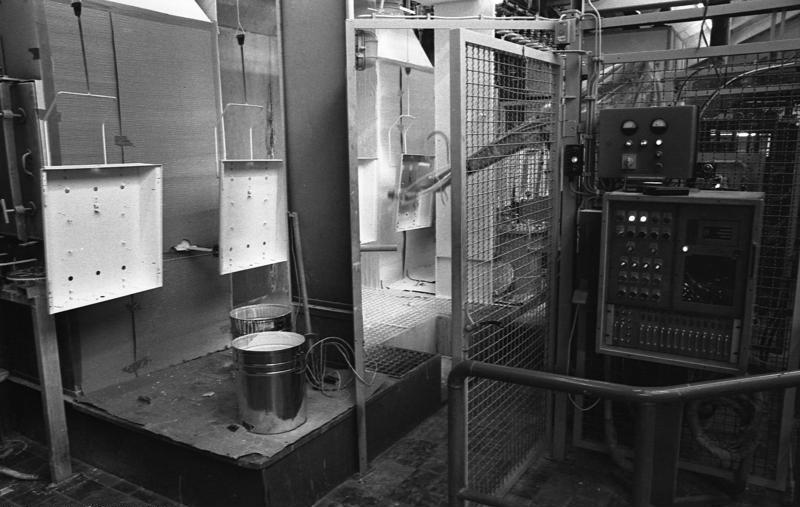
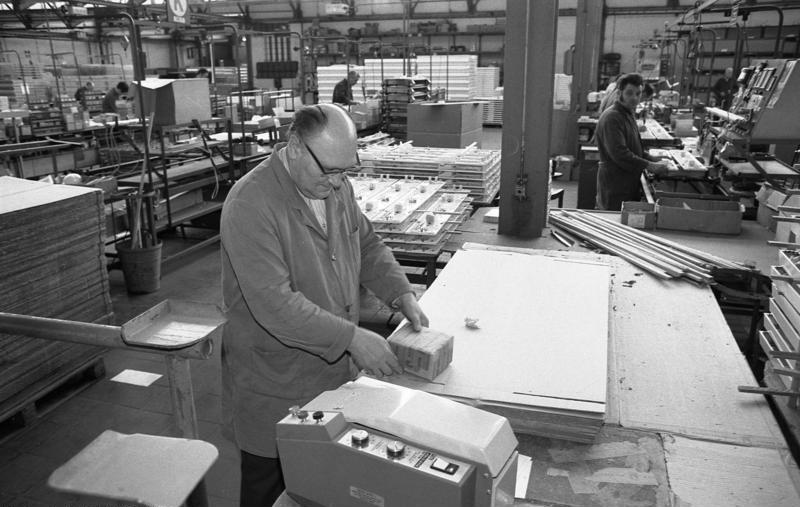
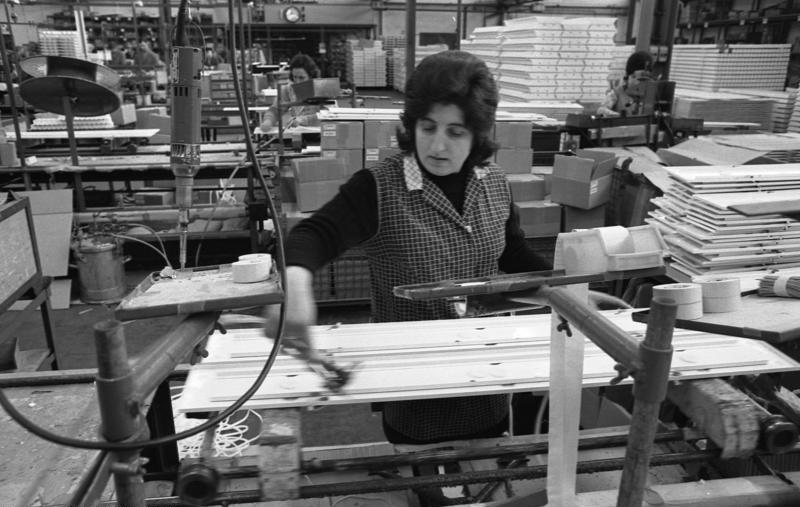
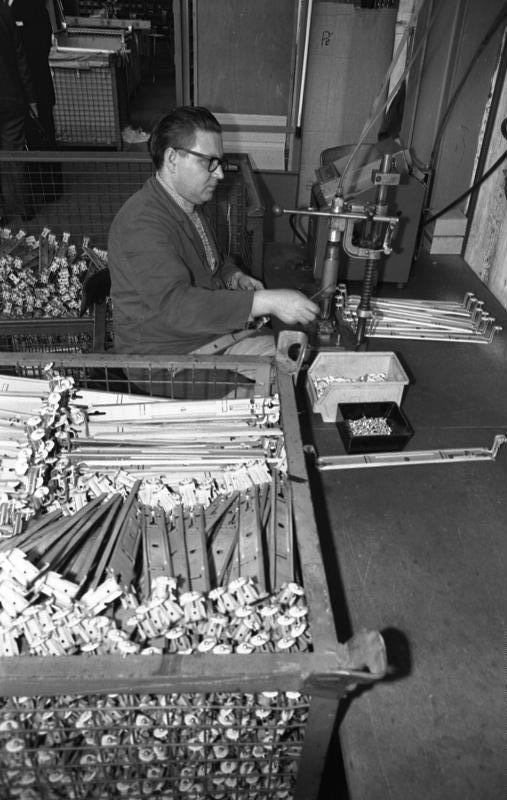
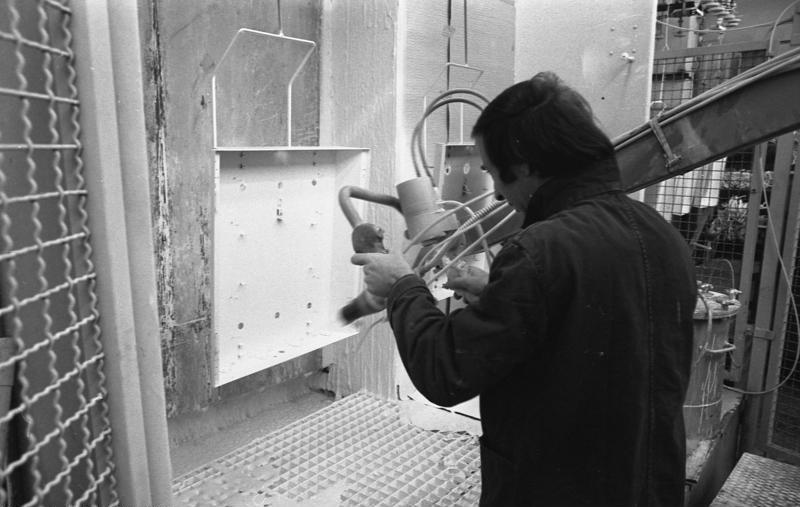
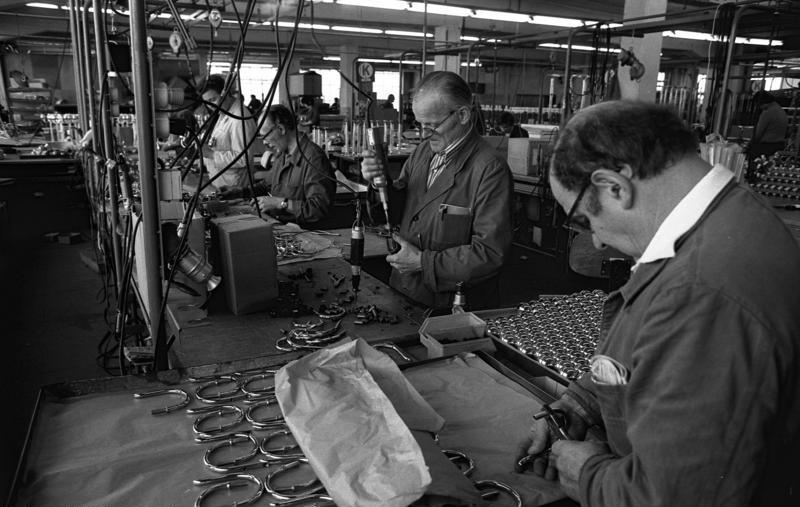
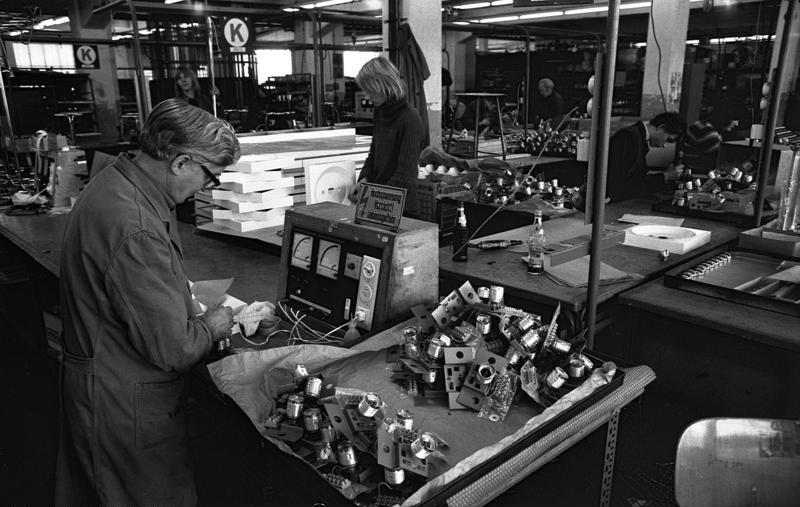
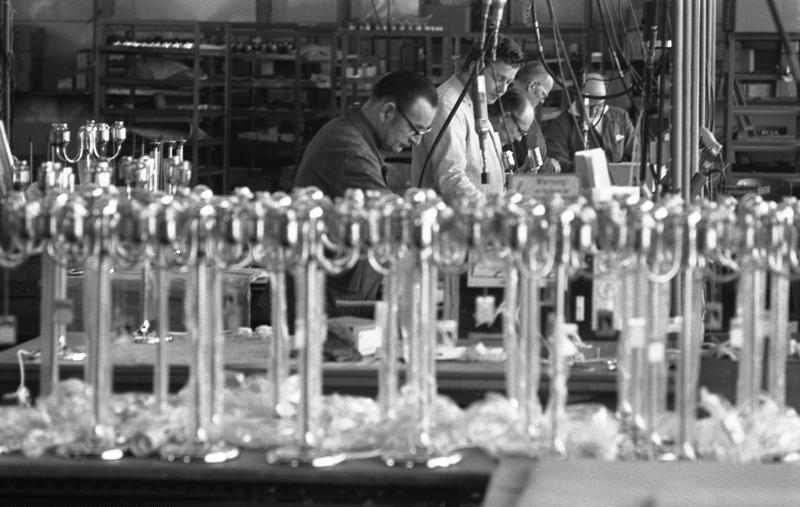
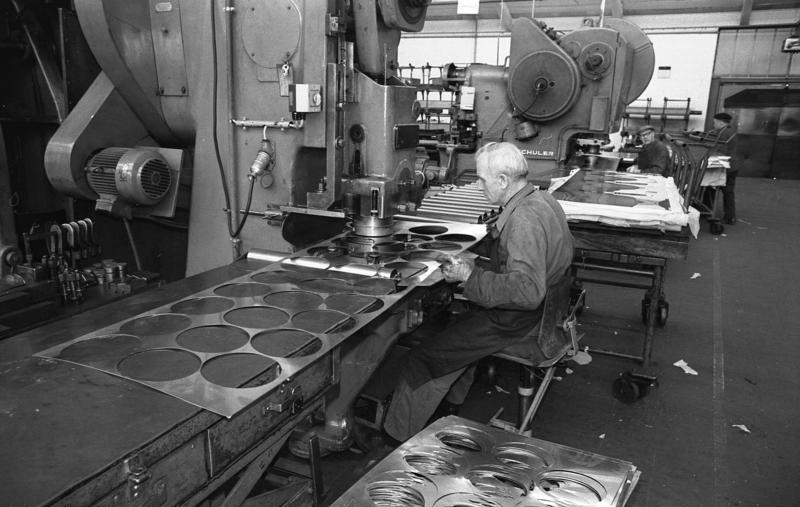
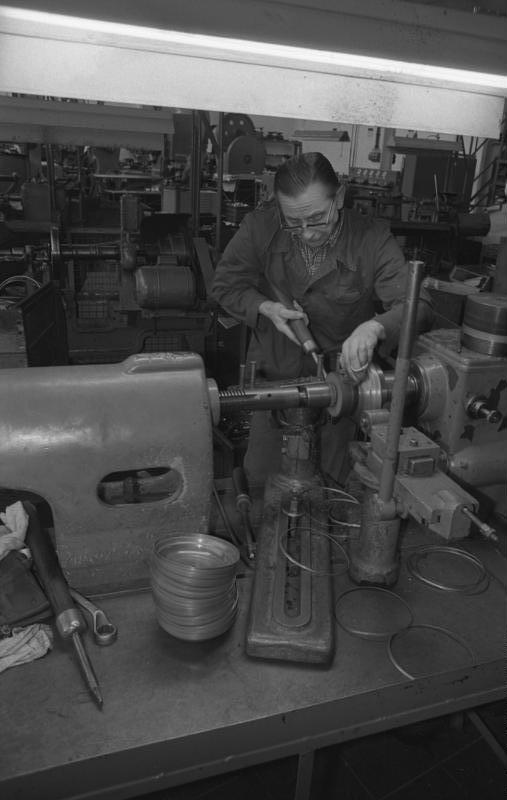
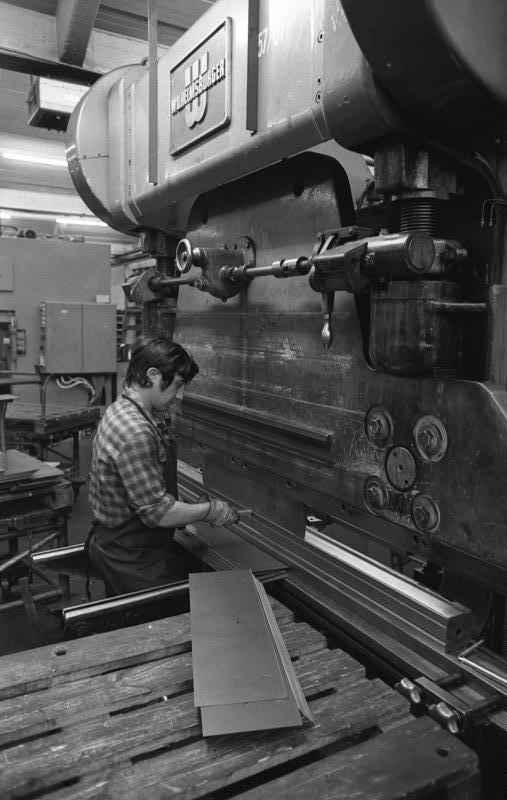

### Verwaltungsgebäude und Nachnutzung
Das ehemalige Verwaltungsgebäude ist als Kaiserhaus heute Veranstaltungsort sowie Sitz von einer Reihe von Unternehmen. In einem Betriebsgebäude haben sich unter dem Namen kunst-werk eine Reihe kreativer Firmen angesiedelt, unter anderem die Werkstattgalerie Der Bogen mit Ausstellungen zu überregional bedeutenden Künstlern.